# Rencontres d'Aubrac
Pour les articles homonymes, voir Aubrac (homonymie).
 (avril 2019)).
Les Rencontres d'Aubrac sont un festival littéraire se déroulant sur une semaine, chaque année au mois d'août à Aubrac (Aveyron, France). Créée en 1994, cette manifestation était l'un des principaux festivals littéraires en France.
La dernière édition a eu lieu en 2016.
Dans le cadre du thème annuel déterminé, le festival présentait :
- une vingtaine de conférences données par des universitaires, écrivains, cinéastes, acteurs
- trois spectacles (théâtre, concerts, films)
- des débats et tables rondes thématiques

## Historique des Rencontres d’Aubrac
Œuvres et thèmes abordés depuis la création de cette manifestation.

### Cycle Écrivains découvreurs de montagne
- Jean Giono, Julien Gracq en 1994
- Charles-Ferdinand Ramuz en 1995
- Henri Pourrat en 1996
- Alexandre Vialatte en 1997
- Littérature de sanatorium en 1998

### Cycle Art de raconter
- Génie conteur du Nord (de l’Islande à l’Estonie) en 1999
- Récits d’aventures sur les routes médiévales européennes en 2001
- Aubracadabra : Qu’est-ce qu’un conte populaire ? en 2003
- Aubracadabra : Figures du fantastique dans les contes et nouvelles en 2004
- Dire les Mythes en 2005
- Dire les Mythes (nouvelle édition) en 2006
- Les mythes et les contes ont-ils encore un sens ? en 2007
- Dire l'Interdit dans les contes, nouvelles, poèmes, chansons, films en 2008
- Voyage en Absurdie en 2009
- Vertiges de l'Imposture en 2010

### Cycle Imaginaires
- Imaginaires de Jérusalem en 2011
- Imaginaires de l'Eldorado en 2012
- Imaginaires de l'Eden en 2013
- Imaginaires du Ciel étoilé en 2014
- Imaginaires du Feu en 2015
- Imaginaires de l'Eau en 2016

Les actes de ces rencontres ont été publiés sous le titre Cahier des Rencontres d’Aubrac. Sont disponibles les Cahiers no 2 (Alexandre Vialatte), no 3 (Littérature de sanatorium), no 4 (Génie conteur du Nord), no 5 (Récits d’aventures sur les routes médiévales européennes)

## Portée nationale du festival

### Suivi dans la presse
Le festival faisait l'objet de nombreux articles dans la presse nationale et la presse locale.

### Compte-rendu des Rencontres d'Aubrac
Les Rencontres d'Aubrac faisaient l'objet d'un suivi intégral vidéo assuré par la MSH, dans le cadre du projet AAR (archives audiovisuelles de la recherche). L'intégralité des communications est ainsi indexé et disponible en vidéo.